# Château de Verneuil-en-Bourbonnais
Le château de Verneuil-en-Bourbonnais est un château fort (en ruines) situé à Verneuil-en-Bourbonnais, en France.

## Localisation
Le château est situé sur le territoire de la commune de Verneuil-en-Bourbonnais, dans le département de l'Allier, en région Auvergne-Rhône-Alpes.

## Description
Le château de Verneuil-en-Bourbonnais est un édifice de plan carré, flanqué à ses quatre angles de quatre tours carrées. La porte de ville conserve ses jambages taillés, une partie de l'intrados et quelques traces de défenses.

## Historique

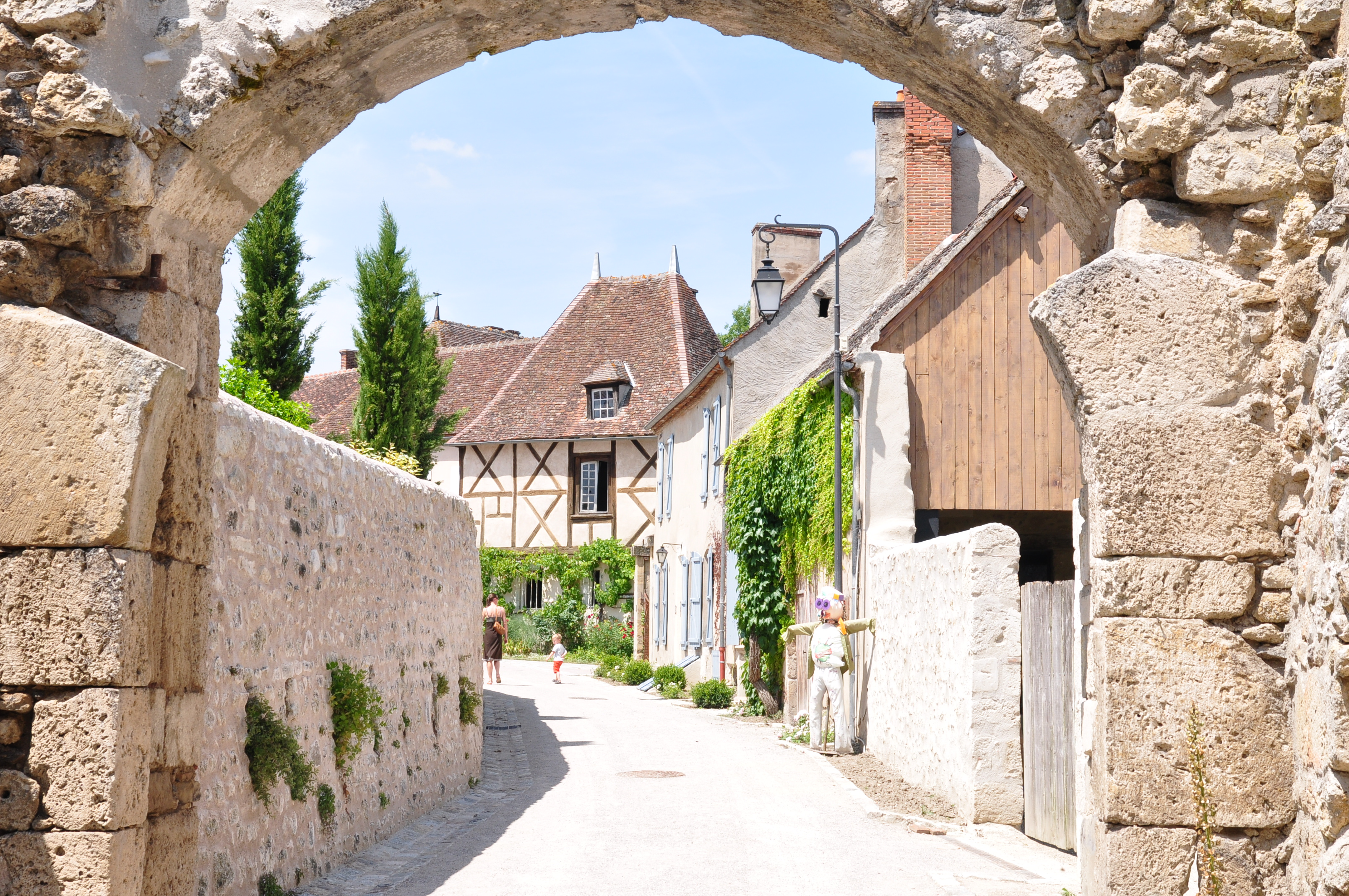
Le porche et la rue principale de Verneuil-en-Bourbonnais.

Le château a été édifié au XIVe siècle, sur des substructions du XIe siècle ou du XIIe siècle. Il a été détruit sous Louis XI.
L'édifice est partiellement inscrit (éléments protégés : la porte et les restes de l'enceinte et des tours) au titre des monuments historiques par arrêté du 13 février 1928.